# 球胸天牛属
球胸天牛属（学名：Gibbohammus）为天牛科的一个属。

## 下属物种
本属包括以下物种：
- 缩颈球胸天牛 Gibbohammus stricticollis Wang & Chiang, 1999[2]